# Joaquim Costa i Alsina
Joaquim Costa i Alsina (Badalona, 1861-1924) va ser un polític conservador català actiu a l'època de la Restauració. Era rellotger de professió. Dins de l'òrbita conservadora caciquista, representada a Badalona per Joaquim Palay i Jaurés, Costa va ser en diverses ocasions regidor de l'Ajuntament, i va ser alcalde durant els anys 1902 i 1903, un període extremadament caòtic i ple d'anomalies administratives pel control d'alcaldes conservadors palayistes, que va acabar amb una inspecció governativa l'any 1905.